# 理德·戴蒙德
理德·戴蒙德（Reed Edward Diamond，1967年7月20日—）是美國的一位演員。他最著名的作品包括在情理法的春天中飾演Mike Kellerman一角，亦出演過《24第8季》和《指定倖存者》等劇集。戴蒙德出生在紐約布魯克林區。

## 外部連結
- 理德·戴蒙德在互联网电影资料库（IMDb）上的資料（英文）